# Navarretia furnissii
Navarretia furnissii är en blågullsväxtart som beskrevs av L.A.Johnson och L.M.Chan. Navarretia furnissii ingår i släktet navarretior, och familjen blågullsväxter. Inga underarter finns listade i Catalogue of Life.